# Municipio de Plymouth (condado de Luzerne)
El municipio de Plymouth  (en inglés: Plymouth Township) es un municipio ubicado en el condado de Luzerne en el estado estadounidense de Pensilvania. En el año 2000 tenía una población de 2.097 habitantes y una densidad poblacional de 52.2 personas por km².

## Geografía
El municipio de Plymouth se encuentra ubicado en las coordenadas 41°15′30″N 75°57′59″O / 41.25833, -75.96639.

## Demografía
Según la Oficina del Censo en 2000 los ingresos medios por hogar en la localidad eran de $36,324 y los ingresos medios por familia eran $39,922. Los hombres tenían unos ingresos medios de $28,718 frente a los $21,188 para las mujeres. La renta per cápita para la localidad era de $17,285. Alrededor del 9,9% de la población estaban por debajo del umbral de pobreza.